# Ericus Gerhardus Verkade

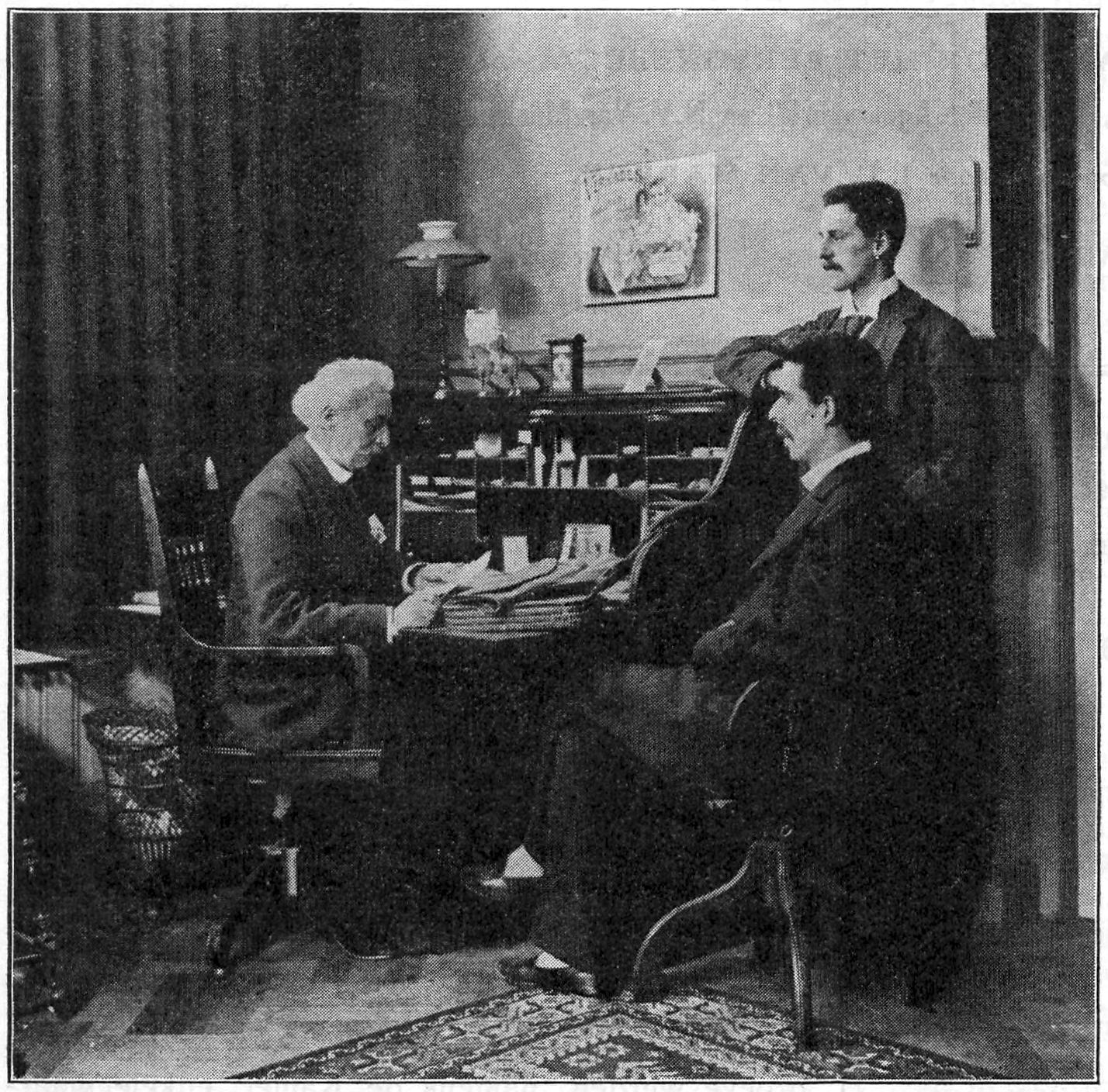
E. G. Verkade Sr., E. G. Verkade Jr. en A. H. Verkade (staande) in 1896

Ericus Gerhardus Verkade (Vlaardingen, 20 november 1835 – Hilversum, 8 februari 1907) was een Nederlands industrieel en oprichter van het bedrijf Verkade.
Verkade werd geboren in Vlaardingen als zoon van een notaris. Toen zijn vader overleed verhuisde hij met zijn moeder naar de Zaanstreek, waar zij vandaan kwam. Na zijn schooltijd (hij zat op een kostschool) begon Verkade met het geld dat hij geërfd had een fabriekje in patentolie. Dit fabriekje brandde in 1875 af, waarna Verkade zich samen met zijn zwager ging toeleggen op het handelen in oliehoudende granen. In 1883 stopten de zwagers met deze handel.
Op 2 mei 1886 richtte hij Stoom-Brood en Beschuit-fabriek 'De Ruyter' op. Deze naam was gekozen, omdat de eerste meelmolen van Westzaandam zo heette. De producten die De Ruyter aanvankelijk maakte waren brood en beschuit, later werden andere producten als honingontbijtkoekjes en langetjes aan het assortiment toegevoegd.
In 1898 begon hij in een nieuwe fabriek in Amsterdam met de productie van waxinelichtjes. Het patent hierop kocht hij van zijn schoonzoon Morris Broad Fowler.
Ericus Gerhardus Verkade trok zich in 1900 terug uit het zakenleven en droeg de zaken over aan zijn twee zoons.
Op 13 mei 1857 trouwde hij in Zaandam met Trijntje Smit. Zij overleed reeds op 1 mei 1863. Op 9 juni 1865 hertrouwde hij in Wedde met Eduarda Thalia Koning. Uit dit huwelijk stammen o.a. kunstschilder Jan Verkade en toneelleider/acteur/regisseur Eduard Verkade.